# سعد الثقفي
سعد الحامدي الثقفي (1969م) شاعر وكاتب سعودي.

## سيرة
ولد سعد حامدي الثقفي في بلاد ثقيف التابعة لمحافظة الطائف (السعودية)، وفي مدارسها أكمل دراسته ما قبل الجامعة، ثم درس البكالوريوس في جامعة أم القرى والجامعة الأردنية، ثم حاز شهادة الدكتوراه في حقل الكيمياء العضوية.

## نشاطه
يعمل سعد أستاذًا جامعيًا، وكان قد عمل محررًا ثقافيًا في جريدة الرياض السعودية لمدة ثلاثة عقود.
خلا مشاركاته في حقل الكيمياء، له العديد من المشاركات الثقافية منها: أمسيات شعرية، وندوات ثقافية، ومؤتمرات الأدباء (الثاني، والثالث، والرابع)، والأيام السعودية في اليمن (2015م).
أما أبرز مشاركاته العلمية فمنها: المؤتمر الخامس للعلوم بجامعة أم القرى (16/4/2012م)، والمؤتمر الخامس للكيمياء الحلقية غير المتجانسة (الكويت 1-6 مارس 2008م)، مؤتمر مكة عاصمة الثقافة الإسلامية 2005م، وتطبيق مشروع العلوم على الصف الأول كيمياء - وزارة التعليم (10-12)1431هـ

## أعماله
لسعد العديد من المجموعات الشعرية والكتابات والأعمال المنشورة، منها:
- بعيدا - نادي الرياض الأدبي، 1433هـ/ 2012[8]
- بعض وجع - نادي الباحة الأدبي، 1433هـ/ 2012

- مدارات النص: مقاربات نقدية في المنجز الابداعي، نادي الجوف الأدبي 1443/ 2013[9]

- ذاكرة القرى (مقاربات في المرويات الشعبية)، نادي الطائف الأدبي ومؤسسة الإنتشار العربي 2022[10]
- اسهامات الآخر في مشهدنا الثقافي - ملحق (ثقافة الخميس) بجريدة الرياض (1955-2005) أنموذجا، بحث مشارك به في ملتقى قراءة النص الثامن عشر بالنادي الأدبي الثقافي بجدة 2022م ملتقى النص الثامن عشر.[11]